# Втрати силових структур внаслідок російського вторгнення в Україну (вересень 2022)
У статті наведено список втрат українських військовослужбовців у російсько-українській війні, починаючи з 1 вересня 2022 року по лютий 2023 року (включно).

## Список загиблих за вересень 2022 року
| Медаль «За військову службу Україні» |

| Почесний громадянин міста Тернополя |

### Примітка
1. 16 квітня 2022 року, Президент України Володимир Зеленський під час інтерв'ю телерадіокомпанії CNN повідомив, що у війні з російськими окупантами загинуло від 2500 до 3000 українських військових[383].
2. 11 травня 2022 року, в ході спеціального брифінгу офіційних представників Сил оборони України, начальник оперативного управління штабу управління Нацгвардії України Олексій Надточий, вперше з початку війни, назвав втрати, які відомство зазнало в ході російського вторгнення в Україну. За його словами, втрати Національної гвардії України під час виконання бойових завдань склали: безповоротні втрати — 501 військовослужбовець, санітарні втрати (зазнали поранень) — 1697 військовослужбовців[384].
3. 14 липня 2022 року, в ході спеціального брифінгу, директор Департаменту організації заходів цивільного захисту ДСНС Віктор Вітовецький, вперше з початку війни, назвав втрати, які відомство зазнало в ході російського вторгнення в Україну. За його словами, втрати ДСНС під час виконання службових обов'язків склали: загиблі — 41 рятувальник, травмовані (зазнали поранень) — 131 рятувальник, полонені — 6 рятувальників[385].
4. 22 серпня 2022 року, Головнокомандувач Збройних Сил України Валерій Залужний повідомив, що в ході повномасштабної війни з Росією загинули близько 9000 українських військовослужбовців[386][387].
5. 23 вересня 2022 року, президент України Володимир Зеленський в інтерв'ю французькому виданню Ouest-France заявив, що впевнений у перемозі свого народу в цьому конфлікті, в якому, за його оцінками, гине 50 солдатів на день. «У п'ять разів менше, ніж російських військових», — сказав український президент[388][389].
6. «Таблиця/Список загиблих» буде наповнюватися та корегуватися по мірі можливості за надходженням відповідної інформації, яка постійно змінюється в результаті інтенсивності бойових дій (посилання — тільки на офіційні та перевірені джерела)
7. Див. розділ «Обговорення».
8. Відомості з Указів Президента України «Про присвоєння звання Герой України», «Про відзначення державними нагородами України» доповнювати в кінці основної Таблиці, з подальшим уточненням соц.-демографічними даними загиблих Героїв і рознесенням записів за відповідними датами!

## Померлі або вбиті в ході російського вторгнення в Україну (2022) демобілізовані учасники АТО/ООС
Махринов Максим Сергійович, 16 серпня 1984, м. Токмак Запорізька область. Учасник АТО. Під час окупації партизанив, допомагаючи визволенню рідного міста. 1 вересня вбив в Токмаку декілька окупантів, а 2 вересня підірвав себе гранатою під час їхньої спроби його заарештувати. Його останні слова, зі слів очевидців: «Слава Україні!».
 Клінг Роберт Робертович, 20.01.1970, 52 роки, Німеччина. Мешканець смт Петропавлівки Синельниківського району Дніпропетровської області. В дитинстві разом з багатодітною сім'єю переїхав до нового місця мешкання, в Україну. Після отримання середньої освіти, був призваний на строкову військову службу. Після демобілізації працював на різних місцевих підприємствах. З початком російського вторгнення в Україну 25 лютого 2022 року приєднався та ніс службу в місцевій роті Тероборони. На початку травня 2022 року був призваний за мобілізацією до 93 ОМБр на посаду гранатометника, в складі якої брав участь у бойових діях на Харківщині. В боях отримав контузію та 30 червня 2022 року потрапив до військового госпіталю, де під час лікування у нього було виявлено онкологічне захворювання. Пройшов дві хіміотерапії та на початку вересня 2022 року прибув додому, але в результаті погіршення стану здоров'я його було повернуто до військового госпіталю, де 4 вересня він помер від пневмонії та серцевої недостатності. Похований з військовими почестями в смт Петропавлівці.